# Manuel Franklin da Costa
Manuel Franklin da Costa (Cabinda, 31 de agosto de 1921 – Luanda, 17 de julho de 2003) foi um prelado angolano da Igreja Católica, arcebispo-emérito de Lubango.

## Biografia
Estudou filosofia e teologia em Luanda e foi ordenado padre em 25 de janeiro de 1948, dia de São Paulo.
Deu aulas no Seminário de Luanda e foi mandado a Paris, em 1953, onde estudou canto gregoriano e espiritualidade no Instituto Católico de Paris. Quando retornou a Luanda foi Vice-Reitor do Seminário Maior, trabalhando também no jornal O Apostolado.
Em 1960, encontrando-se em Portugal para acompanhar o Arcebispo de Luanda, Dom Moisés Alves de Pinho, que viajava para Roma, foi impedido de regressar a Angola pela Polícia Internacional e de Defesa do Estado de Portugal. Seu impedimento estava relacionado às implicações no "Processo dos Padres", um conjunto de decisões repressivas contra a liberdade religiosa levada a cabo pelo governo salazarista contra religiosos considerados subversivos, com vistas a intimidação e silenciamento de sacerdotes católicos e pastores protestantes nacionalistas e militantes dos direitos humanos em Angola, agindo com métodos de deportação, reclusão e difamação.
Ficou em Portugal até 1974, primeiro na Paróquia de Alcântara e depois em Braga com os Jesuítas. Foi Professor na Faculdade de Filosofia de Braga e ali preparou e viria a defender a tese de doutorado sobre Jean-Paul Sartre, em 1975. Quando regressou a Angola, assumiu o cargo de reitor do Seminário de Luanda.
Em 10 de agosto de 1975, foi nomeado bispo da recém-erigida Diocese de Henrique de Carvalho, sendo consagrado em 14 de setembro do mesmo ano, em Cabinda, por Giovanni De Andrea, arcebispo-titular de Aquaviva e delegado apostólico em Angola, tendo como co-sagrantes a Dom Manuel Nunes Gabriel, arcebispo de Luanda, e Dom Eduardo André Muaca, arcebispo-titular de Tagarbala e arcebispo-coadjutor de Luanda.
Em 3 de fevereiro de 1977, foi promovido a arcebispo metropolitano de Huambo. Foi, também, presidente da Conferência Episcopal de Angola e São Tomé, entre 1982 e 1990. Foi transferido para a Arquidiocese de Lubango em 12 de setembro de 1986, renunciando ao governo pastoral da arquidiocese em 15 de janeiro de 1997.
Dedicava especial atenção e carinho à imprensa e a seus trabalhadores, tendo presidido, durante vários anos, a Comissão Episcopal das Comunicações Sociais da C.E.A.S.T. Foi diretor do jornal "O Apostolado", de outubro de 1976 até 1997. Foi também durante a sua presidência da Comissão das Comunicações Sociais que foi reinaugurada a Rádio Ecclesia no país, em 19 de março de 1997.
Morreu em Luanda, em 17 de julho de 2003 e foi sepultado no cemitério do Alto da Mitcha, em Lubango. Há um plano para que seus restos mortais sejam sepultados na Catedral de Lubango, mas por conta da Pandemia de COVID-19, não foi implementado.

## Obra publicada
- Costa, Manuel Franklin da (1997). A existência na filosofia de Jean-Paul Sartre : caminhos da liberdade entre a ideologia e a história. Porto: Fundação Eng. António de Almeida. 414 páginas. ISBN 972-8386-02-8